# کراده (جهرم)
کراده روستایی در دهستان پل به بالا بخش سیمکان شهرستان جهرم استان فارس ایران است.

## جمعیت
بر پایه سرشماری عمومی نفوس و مسکن در سال ۱۳۹۵ جمعیت این مکان ۷۹۱ نفر (۲۲۸ خانوار) بوده‌است.